# Езан
Езан (арап. أَذَان) је исламски позив на молитву. Изговара га мујезин са минарета пет пута на дан, за сваки намаз посебно.
Први езан је изговорио Билал ибн Рабах, која га је Мухамед изабрао за првог мујезина јер је имао завидне гласовне способности.

## Текст езана

### Сунити[1][2][3][4]
| Понављање | Арапски                  | Транскрипција | Српски                                  |
| --------- | ------------------------ | ------------- | --------------------------------------- |
|           | الله اكبر                |               | Алах је највећи                         |
|           | اشهد ان لا اله الا الله  |               | Свједочим да нема бога осим Алаха       |
|           | اشهد ان محمد الرسول الله |               | Свједочим да је Мухамед Божији посланик |
|           | حي على الصلاة            |               | Дођите на намаз                         |
|           | حي على الفلاح            |               | Дођите на спас                          |
|           | الصلاة خير من النوم      |               | Намаз је бољи од спавања*               |
|           | الله اكبر                |               | Алах је највећи                         |
| 1x        | لا اله الا الله          |               | Нема бога осим Алаха                    |

* Овај дио езана се изговара само на сабах-намазу

### Шиити[1][2][3][4][5]
| Понављање | Арапски                 | Транскрипција | Српски                                  |
| --------- | ----------------------- | ------------- | --------------------------------------- |
|           | الله أكبر               |               | Алах је највећи                         |
|           | أشهد ألا إله إلا الله   |               | Свједочим да нема божанства осим Алаха  |
|           | أشهد أن محمدا رسول الله |               | Свједочим да је Мухамед Божији посланик |
|           | أشهد ان عليا ولي الله   |               | Тврдим да је Алија намјесник Алахов     |
|           | حي على الصلاة           |               | Дођите на намаз                         |
|           | حي على الفلاح           |               | Дођите на спас                          |
|           | حي على خير العمل        |               | Вријеме за најбоља дјела је дошло       |
|           | الله أكبر               |               | Алах је највећи                         |
|           | لا إله إلا الله         |               | Нема божанства осим Алаха               |

## Форма езана
Сваки дио езана је одвојен паузама и понавља се једном или више пута. Током првог излагања свака од фаза ограничена је у тонском распону и краћа је. Током понављања фаза је дужа, мелодичнија и са већим тонским осцилацијама, које могу достићи и преко октаве. Није баш сва улема сложна око потребе мелодизације езана. Неки чак сматрају да је то харам.